# Конвой PQ 18

Карта конвою PQ 18. Вересень 1942

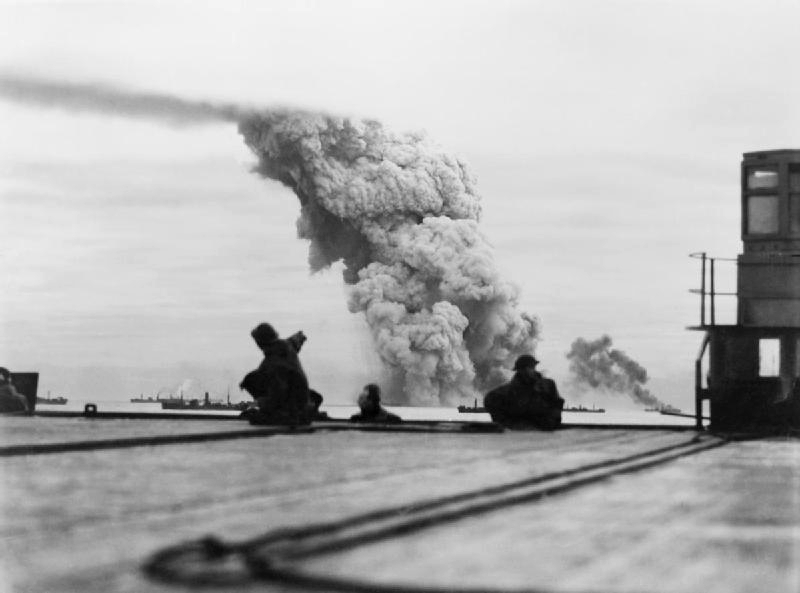
Вибух тротилу на борту допоміжного військового судна SS «Мері Лакенбах» внаслідок ураження німецькими торпедоносцями. Фото з борту авіаносця «Евенджер». 13 вересня 1942

Конвой PQ 18 (англ. Convoy PQ 18) — арктичний конвой транспортних і допоміжних суден у кількості 40 одиниць, який у супроводженні союзних кораблів ескорту прямував від берегів Шотландії та Ісландії до радянського порту Архангельськ. Конвой вийшов 2 вересня 1942 року з Лох Ю, здійснив збір решти транспортних суден біля Ісландії та прибув до Архангельська 21 вересня. На забезпечення охорони конвою PQ 18 була виділена безпрецедентна кількість бойових кораблів ескорту, у тому числі вперше вирушав ескортний авіаносець. В ході атак німецьких підводних човнів і авіації було потоплено 13 транспортів. Конвой PQ 18 став останнім під літерою PQ/QP.

## Історія

### 2-11 вересня
2 вересня 1942 року конвой PQ 18 вийшов з військово-морської бази в Лох Ю у супроводі ближніх сил ескорту Командування Західних підходів. Конвой рушив у штормовій погоді, що ускладнило утримання ордеру, особливо для деяких суден з недосвідченими екіпажами. У «Евенджера» один з винищувачів Sea Hurricane був змитий за борт, а літаки прив'язані внизу в ангарі, відірвалися та каталися по приміщенню, як і бомби, що розсипалися по льохам. Першим про вихід союзного конвою штабу Крігсмаріне повідомив німецький підводний човен U-456, а 6 вересня розвідувальний літак дальнього дії Fw 200 «Кондор» виявив «Евенджер» та кораблі ближнього ескорту в Сейдісфіордюрі в Ісландії. «Кондор» визначив «Евенджера» як «Аргус» і атакував британський ескортний авіаносець, але промахнувся. Наступного дня конвой обійшов навколо південного заходу Ісландії, місцевий ескорт причалив до Хваль-фіорда, а ближній ескорт із шістьма радянськими вантажними суднами приєднався до основних сил конвою, який обійшов західне узбережжя, рухаючись на північ. 8 вересня конвой був помічений розвідувальним Fw 200 «Кондором», а потім сховався у несприятливих погодних умовах у хмарах, німці втратили контроль над ним.
Розвідувальне джерело у Стокгольмі повідомило британському військово-морському аташе, що на наступний конвой німцями планується масована атака надводних кораблів Крігсмаріне, і до 8 вересня Адміралтейство надало командиру конвою зведене донесення про ймовірні позиції 20 німецьких підводних човнів, які очікують готовності атакувати конвой та висловили припущення, що до 65 торпедоносців (насправді 92) та до 120 бомбардувальників перебувають також у готовності здійснити масовану торпедну атаку на арктичний конвой. 8 вересня до конвою приєдналися крейсер «Сцилла» з кораблями супроводу та авіаносна група «Евенджера». Крейсерські сили прикриття самостійно відплили до визначеної позиції на захід від Ведмежого острова, і група дозаправлення, що прямувала до норвезької метеостанції в Баренцбурзі, відпливала від Шпіцбергену, паралельно імітуючи PQ 18 для введення Люфтваффе в оману. Лінкори сил дальнього прикриття відплили від Сейдісфіордюра до острова Ян-Маєн.
Перший контакт з конвоєм здійснили підводні човни «вовчої зграї» «Ейспаласт» із дванадцяти човнів, які були розподілені у три групи на очікуваному маршруті руху конвою. 10 вересня погода різко погіршилася, спустився туман, коли кораблі ескорту почали отримувати повідомлення про підводні човни завдяки системі «Asdic». Від берегів північної Норвегії у відкрите море вийшли німецькі крейсери «Адмірал Шеєр», «Адмірал Гіппер», «Кельн» та їх есмінці супроводження, розпочавши операцію «Доппельшлаг».

### 12 вересня
На світанку 12 вересня у похмуру погоду на конвой вийшов німецький розвідник BV 138, який опустився нижче хмар й виявив транспортні судна. Чотири «Сі Харрікейни» злетіли з «Евенджера» йому на перехоплення, але не змогли збити літак противника, який сховався назад у хмари. Протягом дня високочастотне обладнання для пошуку напрямків (HF/DF) виявляло радіопередачі між ворожими підводними човнами, і кораблі ескорту провели низку атак глибинними бомбами, відганяючи підводні човни Крігсмаріне. О 21:00 есмінець «Фокнор» знищив U-88 своїм першим залпом глибинними бомбами.

### 13 вересня
Зранку 13 вересня конвой отримав від Адміралтейства інформацію про останні виявлені за допомогою криптоаналітиків «Ультра» позиції підводних човнів, а також розвідувальні дані патрульного літака «Сордфіш», який ухиляючись від BV 138 та Ju 88, які були швидшими та краще озброєними за нього, прорвався до конвою. О 9:00 радянське вантажне судно «Сталінград», яке йшло на правому фланзі у десятій колоні, було торпедоване та потоплене U-408; 21 людина з 87 загинула. «Олівер Елсворт», слідуючи ззаду, намагався ухилитися від зіткнення з попереднім судном і був уражений іншою німецькою торпедою. Кілька тральщиків і траулерів поринули на місце події та врятували вцілілих. «Сі Харрікейни» були направлені для нападу на кілька BV 138, про які повідомлялося, що вони скидали міни на шляху руху конвою, але знову не змогли їх наздогнати та знищити. «Сордфіш» намагався атакувати підводні човни на поверхні, але був уражений BV 138.
О 02:30, коли PQ 18 знаходився на відстані близько 150 морських миль на північний захід від Ведмежого острова і входив у Баренцеве море, 3-тя флотилія есмінців повернулася до конвою після заправлення на Шпіцбергені. Двадцять Ju 88 з KG 30 несподівано з'явилися в небі та атакували судна, «Сі Харрікейни» злетіли на перехоплення, але не змогли збити жодного бомбардувальника. Приблизно о 15:40, коли «Сі Харрікейни» повернулися на палубу та переозброювались, корабельні радари виявили на відстані 60 миль на підльоті кілька формувань літаків. В умовах похмурої погоди, короткочасних злив та мокрого снігу та хвилювання на морі судна конвою атакували 28 He 111 I./KG 26 двома хвилями, потім 18 Ju 88 III./KG 26 і сімнадцять з KG 30, готові здійснити атаку за тактикою «золотої гребінки».
Німецькі торпедоносці зайшли на похідний ордер конвою на надмалих висотах і скинули по дві торпеди кожен. «Імперія Стівенсон», на чолі дев'ятої колони, зникла у шлейфі диму з усім екіпажем. Одна торпеда впала прямо в трюм «Вакости», наступне судно у колоні, вибухнула та потопила його вмить, але екіпажу вдалося врятуватися. «Орегонець» на чолі десятої колони був вражений трьома торпедами, перекинувся, і лише 27 з 55 екіпажів вижили, багато хто зазнав серйозного впливу від вибуху та ковтання мастил. Панамське судно «Макбет», слідуючи ззаду, було потоплене двома торпедами, есмінець «Оффа» підійшов, щоб зняти екіпаж, перш ніж судно затонуло. «Сухона» та «Африкандер» також були потоплені, і екіпажі були врятовані кораблями безпосереднього супроводу, залишивши «Мері Лукенбах» єдиною вцілілою з двох колон. В однієї з лівих флангових колон «Імперія Бомон» також була уражена, підпалена і екіпаж врятований; «Джон Пенн» був торпедований у машинне відділення, троє людей загинули, а судно було потоплено кораблями ескорту. Менше ніж за п'ятнадцять хвилин було затоплено вісім суден ескорту; британці заявили про п'ять збитих бомбардувальників та три ймовірні.
Від зенітного вогню союзників практично кожен німецький бомбардувальник дістав уражень, чотири літаки I./KG 26 здійснили аварійну посадку в море; один екіпаж врятувала морська рятувальна служба Крігсмаріне; два літаки, що дотягнули до аеродромів, були списані, а кілька літаків III./KG 26 під час другої хвилі було збито. Після проведення атаки за тактикою «золотої гребінки» на судна конвою напали поплавкові гідролітаки He 115, але були відігнані. Спостерігачі конвою помітили більше літаків, котрі скидали міні на шляху руху конвою, кораблям довелося круто повернути праворуч та рушити так до 20:15. П'ятнадцять хвилин потому, коли наступила ніч, дванадцять літаків He 115 атакували з південного заходу, але їх стримав шквал зенітного загороджувального вогню.
Командир авіаносної групи вирішив організувати постійне патрулювання в повітрі «Сі Харрікейнів», які змінювалися кожні 25 хвилин, але в такий спосіб перебували в готовності атакувати німецькі бомбардувальники в разі повторної атаки.

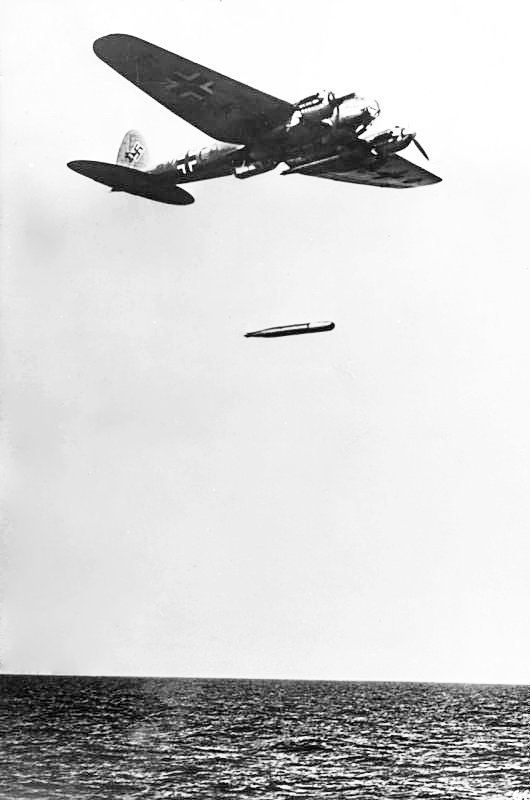
Скидання торпеди з торпедоносця He 111, що залучався до виконання прийомів тактики «Золота гребінка»

#### Операція «Доппельшлаг»
Німецькі надводні сили, що зосередилися в Нарвіку, були попереджені, коли конвой вперше був помічений, і 10 вересня відпливли на північ до Алта-фіорда, щоб розпочати операцію «Доппельшлаг». Це висування було помічене двома британськими підводними човнами, які патрулювали поздовж норвезького узбережжя, і «Тайгер» провів невдалу торпедну атаку на «Адмірал Шеєр», помилково прийнявши його за лінкор «Тірпіц». Але незабаром завдяки радіоперехопленню «Енігми» британці узнали, що «Тірпіц» все ще знаходився в Нарвіку, а 16 вересня шведське джерело розвідки А2 повідомило, що проти PQ 18 діятимуть лише «Адмірал Гіппер», «Адмірал Шеєр» і «Кельн»; операція «Доппельшлаг» вже був відкликана 13 вересня. Гітлер, не бажаючи ризикувати втратою будь-якого зі своїх капітальних кораблів при проведенні рейду на союзний конвой, відмовився дозволити атаку надводним силам.

### 14 вересня
14 вересня о 3:30 ночі танкер-заправник конвою «Ательтемплар» був торпедований U-457, який переслідував ескорт. Пожежу на «Ательтемпларі» було неможливо загасити, і після врятування вцілілих судно потопили конвойні кораблі. Німецькі підводні човни здійснили чимало спроб атакувати транспортний конвой. О 13:07 був потоплений U-589.
О 00:37 ночі повітряна розвідка помітила німецький торпедно-бомбардувальний загін III./KG 26, який наближався до конвою. Німецьке формування розділилося і одна частина спробувала атакувати авіаносець «Евенджер». Однак, щільний зенітний вогонь змусив німців передчасно скинути торпеди, деякі з яких перекинулися в повітрі. Жодного влучення не сталося; і до 00:45 було збито 11 Ju 88.
До місця сутички підійшли пікіруючі бомбардувальники KG 30, які під зенітним вогнем та атаками союзних винищувачів з висоти 600 м скинули бомби. Влучень не було. О 14:05 22 літаки He 111 I./KG 26 і 18 торпедоносців Ju 88 продовжили атаки, отримавши повідомлення про те, що «Евенджер» перебуває в голові сил конвою. У битві, що розгорнулася у небі, кожна зі сторін намагалася взяти гору над противником. Німецькі бомбардувальники вперто рвалися до цілей, але протидія з боку союзної авіації та засобів ППО, максимально заважала їм це здійснити, кілька бомбардувальників не скинули свої бомби, а інші зробили це навмання. Унаслідок запеклості бою британська артилерія ППО збила 3 власних «Сі Харрікейни», які слідували за німецькою авіацією й потрапили під загороджувальний вогонь. Пілотів підібрали есмінці ескорту.
Допоміжне військове судно SS «Мері Лакенбах» з вантажем тротилу на борту з висоти 270 м торпедував бомбардувальник, який після цього впав у море. «Мері Лакенбах», останній корабель дев'ятої та десятої колон, зник у результаті величезного вибуху. П'ять He 111 розбилися біля суден конвою, ще четверо приземлилися в морі і п'ять із тринадцяти вцілілих отримали серйозні травми. Британці заявили про збиття 13 торпедоносців та бомбардувальників при втраті трьох «Сі Харрікейнів». Записи Люфтваффе свідчать про знищення щонайменше 23 літаків I./KG 26, III./KG 26, III./KG 30, I.406 та I.906; у I./KG 26 лишилося тільки вісім справних літаків. Бомбардувальники Ju 88 з KG 30 продовжували бойові заходи на судна до 15:30 вечора, потім піднялися в хмару та відступили.
Ввечері PQ 18 пройшов норвезький острів Надії, і частина з 550 вцілілих членів затонулих екіпажів була перерозподілена, 209 розмістили на «Сциллі», а 234 — на есмінцях флоту, щоб повернутися з QP 14. Один есмінець, що прямував до Ісландії, зняв непошкоджених постраждалих з острову, залишивши 96 важкопоранених людей, що перебували під наглядом.

### 15-18 вересня
З 15 вересня німецька авіація та підводні човни здійснили ще низку спроб атакувати союзний конвой. Так, 15 числа бомбардувальники протягом трьох годин здійснювали нальоти на судна, проте, жодна з атак не досягла цілі. 16 вересня U-457 сплив всередині похідного ордеру, намагаючись торпедним залпом знищити судна, втім британський есмінець «Імпалсів», своєчасно виявивши субмарину за допомогою гідролокатора, провів контратаку глибинними бомбами та потопив U-457.
Незабаром після світанку прибула перша «Каталіна» з Росії, яка дозволила екіпажам палубних винищувачів припинити протичовнове патрулювання, і о 9:00 ранок конвой повернув на південь. О 10:40 ранку два ескортні кораблі напали на підводний човен, але він ухилився від нападу, провівши хибним маневром. Згодом був установлений радіоконтакт з конвоєм QP 14, який збирався додому, готовим до переходу. Потім «Сцилла» та кораблі далекого супроводу, разом із авіаносною групою «Евенджера», «Аланбенка» та двома підводними човнами супроводу вийшли з ескорту та вирушили до зустрічного конвою. PQ 18 та близький ескорт з корветів, тральщиків та траулерів продовжили рух за визначеним маршрутом.
До обіду 17 вересня радянські есмінці «Гремящий» та «Сокрушительний» прибули і значно додали потужного доповнення до зенітної вогневої моці конвою. Наступного ранку на конвой вийшли есмінці «Куйбишев» та «Урицький». О 6:00 18 вересня PQ 18 дістався до мису Канін, коли Люфтваффе здійснив чергову атаку за тактикою «золотої гребінки». 12 останніх діючих торпедоносців He 111 KG 26 атакували на висоті «бриючого» польоту з корми, коли Ju 88 KG 30 бомбили судна. «Ольстер Квін» з першими двома радянськими есмінцями створили загороджувальну завісу з усіх засобів ППО.
«Кентуккі» був уражений і загорівся. Екіпаж покинув судно, щоб його врятувати, незважаючи на стан моря. Було надіслано запит до Архангельська про направлення на місце події буксирів. Коли партія рятівників намагалася сісти на борт палаючого судна, Ju 88 уразив «Кентуккі» ще двома бомбами і спричинив ще більшу пожежу. Жодного радянського літака не було поруч, і об 11:50 «Емпайр Морн» запустила в повітря єдиний на борту «Харрікейн», останній протиповітряний засіб конвою. Багато зенітників конвою відкрили по ньому вогонь, прийнявши за літак Люфтваффе, поки він не вийшов за межі досяжності артилерії, і пілот атакував німецькі бомбардувальники. В результаті бою три німецькі бомбардувальники були знищені й ще один дістав серйозних пошкоджень. Жодне судно PQ 18 більше не постраждало.

## Наслідки

### Результат операції
Військовий історик Стівен Роскілл назвав PQ 18 у 1956 році успіхом союзників, але в 2004 році Річард Вудман назвав це «пірровою перемогою». Внаслідок конвою 28 суден безпечно дісталися пунктів призначення, і маршрут арктичного конвою, який був призупинений після втрати PQ 17, був знову відкритий. Атаки торпедоносної та бомбардувальної авіації Люфтваффе, хоч і були коштовними, але були високоефективними і завдали б більших втрат, якби не британські системи раннього попередження, що дозволило вчасно зреагувати та відбити деякі з атак ворожих літаків. Німці не змогли перешкодити конвою дістатися до Росії, а їхні втрати, особливо серед підготовлених пілотів, були серйозними, що зменшило здатність Люфтваффе повторити свою антиконвойну операцію. В операціях Берегового командування на підтримку PQ 18 і конвою QP 14, що повертався, задіяно 111 літаків з 14 ескадрилей, які здійснили 279 бойових вильотів і зареєстрували 2290 годин польоту. У листопаді 5-й повітряний флот, основна повітряна компонента Люфтваффе в Норвегії та Фінляндії, отримав наказ передати свої Ju 88 і He 111 на Середземне море проти операції «Смолоскип», рішення, яке британці отримали шляхом перехоплення «Ультра». У Норвегії залишились лише гідролітаки He 115, придатні для торпедних атак на поодинокі судна та таки, що відстали від конвою, а також незначна кількість пікіруючих бомбардувальників Ju 87, і кілька літаків-розвідників великої дальності для спостереження за надводними та підводними силами.

### Втрати
Німцям вдалося потопити 13 торгових суден ціною втрати чотирьох підводних човнів і 44 літаків, у тому числі 38 торпедоносців і бомбардувальників і шість бомбардувальників далекого радіусу дії та розвідувальний літак. Майкл Говард зафіксував втрату 38 літаків з 309, 126 танків з 448 та 85 зі 106 вантажних автомобілів, які перевозилися конвоєм PQ 18. PQ 19 був зосереджений у Лох Ю, але не був відправлений. Німецький історик Вернер Ран писав, що німецькі втрати становили три підводні човни та 22 літаки під час атак на конвой.

## Кораблі та судна конвою PQ 18

### Транспортні судна
Позначення
| Ім'я                                   | Прапор                       | Тоннаж | Доля                                                    | Дата атаки | Вцілілі | Загинули | Прим.                                                        |
| -------------------------------------- | ---------------------------- | ------ | ------------------------------------------------------- | ---------- | ------- | -------- | ------------------------------------------------------------ |
| Судна конвою: Лох Ю — Архангельськ     |                              |        |                                                         |            |         |          |                                                              |
| Africander                             | Панама                       | 5 441  | Затоплено торпедоносцем                                 | 13 вересня |         |          |                                                              |
| Atheltemplar                           | Велика Британія              | 8 992  | Пошкоджено U-457 Затоплено ПЧ U-408                     | 14 вересня | 58      | 3        | 9400 тонн флотського мазуту                                  |
| Beauregard                             | США                          | 5 976  |                                                         |            |         |          | повернулося до Лох Ю                                         |
| Black Ranger                           | Королівський допоміжний флот | 3 417  |                                                         |            |         |          | танкер-заправник                                             |
| Campfire                               | США                          | 5 671  |                                                         |            |         |          |                                                              |
| Charles R. McCormick                   | США                          | 6 027  |                                                         |            |         |          |                                                              |
| Copeland                               | Велика Британія              | 1 526  |                                                         |            |         |          | рятувальне судно конвою                                      |
| Dan-y-Bryn                             | Велика Британія              | 5 117  |                                                         |            |         |          |                                                              |
| Empire Baffin                          | Велика Британія              | 6 978  |                                                         |            |         |          |                                                              |
| Empire Beaumont                        | Велика Британія              | 7 044  | Затоплено бомбардувальником He 111 KG 26                | 13 вересня |         |          |                                                              |
| Empire Morn                            | Велика Британія              | 7 092  |                                                         |            |         |          | КАТ судно                                                    |
| Empire Snow                            | Велика Британія              | 6 327  |                                                         |            |         |          |                                                              |
| Empire Stevenson                       | Велика Британія              | 6 209  | Затоплено торпедоносцем                                 | 13 вересня |         |          |                                                              |
| Empire Tristram                        | Велика Британія              | 7 167  |                                                         |            |         |          |                                                              |
| Esek Hopkins                           | США                          | 7 191  |                                                         |            |         |          |                                                              |
| Goolistan                              | Велика Британія              | 5 851  |                                                         |            |         |          |                                                              |
| Gray Ranger                            | Королівський допоміжний флот | 3 313  |                                                         |            |         |          | танкер-заправник                                             |
| Hollywood                              | США                          | 5 798  |                                                         |            |         |          |                                                              |
| John Penn                              | США                          | 7 177  | Затоплено торпедоносцем                                 | 13 вересня |         |          | судно типу «Ліберті»                                         |
| Kentucky                               | США                          | 5 446  | Затоплено торпедоносцем                                 | 18 вересня |         |          |                                                              |
| Lafayette                              | США                          | 5 887  |                                                         |            |         |          |                                                              |
| Macbeth                                | Панама                       | 4 941  | Пошкоджено бомбардувальником He 111; затоплено ескортом | 13 вересня |         |          |                                                              |
| Mary Luckenbach                        | США                          | 5 049  | Знищено торпедоносцем Ju 88                             | 14 вересня |         | 65       | Судно-перевізник 1000 тонн ТНТ                               |
| Meanticut                              | США                          | 6 061  |                                                         |            |         |          |                                                              |
| Nathanael Greene                       | США                          | 7 177  |                                                         |            |         |          |                                                              |
| Ocean Faith                            | Велика Британія              | 7 174  |                                                         |            |         |          |                                                              |
| Oligarch                               | Королівський допоміжний флот | 6 894  |                                                         |            |         |          | танкер-заправник                                             |
| Oliver Ellsworth                       | США                          | 7 191  | Затоплено ПЧ U-408                                      | 13 вересня | 69      | 1        | судно типу «Ліберті»                                         |
| Oregonian                              | США                          | 4 862  | Знищено торпедоносцем                                   | 13 вересня | 14      | 29       |                                                              |
| Patrick Henry                          | США                          | 7 191  |                                                         |            |         |          | 1-ше випущене судно типу «Ліберті»                           |
| Sahale                                 | США                          | 5 028  |                                                         |            |         |          |                                                              |
| Schoharie                              | США                          | 4 971  |                                                         |            |         |          |                                                              |
| St. Olaf                               | США                          | 7 191  |                                                         |            |         |          |                                                              |
| Temple Arch                            | Велика Британія              | 5 138  |                                                         |            |         |          | Флагманське судно командира транспортного конвою             |
| Virginia Dare                          | США                          | 7 177  |                                                         |            |         |          |                                                              |
| Wacosta                                | США                          | 5 432  | Знищено торпедоносцем                                   | 14 вересня |         |          |                                                              |
| White Clover                           | Панама                       | 5 462  |                                                         |            |         |          |                                                              |
| William Moultrie                       | США                          | 7 177  |                                                         |            |         |          |                                                              |
| Судна конвою: Лох Ю — Рейк'явік        |                              |        |                                                         |            |         |          |                                                              |
| Gateway City                           | США                          | 5 432  |                                                         |            |         |          |                                                              |
| Oremar                                 | США                          | 6 854  |                                                         |            |         |          |                                                              |
| San Zotico                             | Велика Британія              | 5 582  |                                                         |            |         |          |                                                              |
| Судна конвою: Рейк'явік — Архангельськ |                              |        |                                                         |            |         |          |                                                              |
| «Андре Марті»                          | СРСР                         | 2 352  |                                                         |            |         |          |                                                              |
| Exford                                 | США                          | 4 969  |                                                         |            |         |          |                                                              |
| «Комилець»                             | СРСР                         | 3 966  |                                                         |            |         |          |                                                              |
| «Петровський»                          | СРСР                         | 3 771  |                                                         |            |         |          |                                                              |
| Richard Bassett                        | США                          | 7 191  |                                                         |            |         |          | Повернувся до Рейк'явіка через проблеми з силовою установкою |
| «Сталінград»                           | СРСР                         | 3 559  | Затоплено ПЧ U-408                                      | 13 вересня | 66      | 21       |                                                              |
| «Сухона»                               | СРСР                         | 3 124  | Затоплено бомбардувальником He 111                      | 13 вересня |         |          |                                                              |
| «Тбілісі»                              | СРСР                         | 7 169  |                                                         |            |         |          |                                                              |

### Кораблі ескорту
| Кораблі ближнього ескорту 1-ї групи (2-8 вересня)        |                                         |                                                          |                                                                           |
| «Кемпбелл»                                               | Військово-морські сили Великої Британії | Лідер есмінців типу «Адміралті»                          | Переведений до дальнього ескорту                                          |
| «Ескдейл»                                                | Військово-морські сили Норвегії         | Ескортний міноносець типу «Хант»                         |                                                                           |
| «Фарндале»                                               | Військово-морські сили Великої Британії | Ескортний міноносець типу «Хант»                         |                                                                           |
| «Маккей»                                                 | Військово-морські сили Великої Британії | Лідер есмінців типу «Адміралті»                          | Переведений до дальнього ескорту                                          |
| «Монтроз»                                                | Військово-морські сили Великої Британії | Лідер есмінців типу «Адміралті»                          | Переведений до дальнього ескорту                                          |
| «Еко»                                                    | Військово-морські сили Великої Британії | Ескадрений міноносець типу «E»                           |                                                                           |
| «Волпол»                                                 | Військово-морські сили Великої Британії | Ескадрений міноносець «Адміралті» типу «W»               |                                                                           |
| HMT Arab                                                 | Військово-морські сили Великої Британії | протичовновий траулер                                    | До Рейк'явіка                                                             |
| HMS Duncton (T220)                                       | Військово-морські сили Великої Британії | військовий траулер                                       |                                                                           |
| HMS Hugh Walpole (FY102)                                 | Військово-морські сили Великої Британії | військовий траулер                                       |                                                                           |
| HMS King Sol (FY235)                                     | Військово-морські сили Великої Британії | військовий траулер                                       |                                                                           |
| HMS Paynter (FY242)                                      | Військово-морські сили Великої Британії | військовий траулер                                       |                                                                           |
| Кораблі ближнього ескорту 2-ї групи (7-21 вересня)       |                                         |                                                          |                                                                           |
| «Малькольм»                                              | Військово-морські сили Великої Британії | Лідер есмінців типу «Адміралті»                          | Флагман кораблів ескортної групи                                          |
| «Акейтіз»                                                | Військово-морські сили Великої Британії | Ескадрений міноносець типу «A»                           |                                                                           |
| «Амазон»                                                 | Військово-морські сили Великої Британії | Ескадрений міноносець типу «Амазон»                      |                                                                           |
| «Аланбенк»                                               | Військово-морські сили Великої Британії | спеціальний допоміжний корабель ППО                      |                                                                           |
| HMS Ulster Queen (F118)                                  | Військово-морські сили Великої Британії | спеціальний допоміжний корабель ППО                      |                                                                           |
| «Бергамот»                                               | Військово-морські сили Великої Британії | Корвет типу «Флавер»                                     |                                                                           |
| «Бріоні»                                                 | Військово-морські сили Великої Британії | Корвет типу «Флавер»                                     |                                                                           |
| «Блюбелл»                                                | Військово-морські сили Великої Британії | Корвет типу «Флавер»                                     |                                                                           |
| «Камеллія»                                               | Військово-морські сили Великої Британії | Корвет типу «Флавер»                                     |                                                                           |
| HMS Cape Argona (FY190)                                  | Військово-морські сили Великої Британії | протичовновий траулер                                    |                                                                           |
| HMS Cape Mariato (4.172)                                 | Військово-морські сили Великої Британії | протичовновий траулер                                    |                                                                           |
| HMS Daneman (FY123)                                      | Військово-морські сили Великої Британії | протичовновий траулер                                    |                                                                           |
| HMS St. Kenan (FY264)                                    | Військово-морські сили Великої Британії | протичовновий траулер                                    |                                                                           |
| «Харрієр»                                                | Військово-морські сили Великої Британії | Тральщик типу «Гальсіон»                                 |                                                                           |
| «Глінер»                                                 | Військово-морські сили Великої Британії | Тральщик типу «Гальсіон»                                 |                                                                           |
| «Шарпшутер»                                              | Військово-морські сили Великої Британії | Тральщик типу «Гальсіон»                                 |                                                                           |
| Авіаносна група 2-ї групи (9-17 вересня)                 |                                         |                                                          |                                                                           |
| «Евенджер»                                               | Військово-морські сили Великої Британії | Авіаносець однойменного типу                             |                                                                           |
| «Вітленд»                                                | Військово-морські сили Великої Британії | Ескортний міноносець типу «Хант»                         |                                                                           |
| «Вілтон»                                                 | Військово-морські сили Великої Британії | Ескортний міноносець типу «Хант»                         |                                                                           |
| Ударна корабельна група 2-го етапу (9-17 вересня)        |                                         |                                                          |                                                                           |
| «Сцилла»                                                 | Військово-морські сили Великої Британії | Легкий крейсер типу «Дідо»                               | Флагманський корабель командира конвою контрадмірала Р.Барнетта           |
| «Онслоу»                                                 | Військово-морські сили Великої Британії | Лідер ескадрених міноносців типу «O»                     |                                                                           |
| «Онслот»                                                 | Військово-морські сили Великої Британії | Ескадрений міноносець типу «O»                           |                                                                           |
| «Опорт'юн»                                               | Військово-морські сили Великої Британії | Ескадрений міноносець типу «O»                           |                                                                           |
| «Оффа»                                                   | Військово-морські сили Великої Британії | Ескадрений міноносець типу «O»                           |                                                                           |
| «Ашанті»                                                 | Військово-морські сили Великої Британії | Ескадрений міноносець типу «Трайбл»                      |                                                                           |
| «Ескімо»                                                 | Військово-морські сили Великої Британії | Ескадрений міноносець типу «Трайбл»                      |                                                                           |
| «Сомалі»                                                 | Військово-морські сили Великої Британії | Ескадрений міноносець типу «Трайбл»                      |                                                                           |
| «Тартар»                                                 | Військово-морські сили Великої Британії | Ескадрений міноносець типу «Трайбл»                      |                                                                           |
| «Мілн»                                                   | Військово-морські сили Великої Британії | Лідер ескадрених міноносців типу «M»                     |                                                                           |
| «Марна»                                                  | Військово-морські сили Великої Британії | Ескадрений міноносець типу «M»                           |                                                                           |
| «Мартін»                                                 | Військово-морські сили Великої Британії | Ескадрений міноносець типу «M»                           |                                                                           |
| «Метеор»                                                 | Військово-морські сили Великої Британії | Ескадрений міноносець типу «M»                           |                                                                           |
| «Фокнор»                                                 | Військово-морські сили Великої Британії | Лідер ескадрених міноносців типу «F»                     |                                                                           |
| «Фьюрі»                                                  | Військово-морські сили Великої Британії | Ескадрений міноносець типу «F»                           |                                                                           |
| «Імпалсів»                                               | Військово-морські сили Великої Британії | Ескадрений міноносець типу «I»                           |                                                                           |
| «Інтрепід»                                               | Військово-морські сили Великої Британії | Ескадрений міноносець типу «I»                           |                                                                           |
| Східна ескадрена група ближнього ескорту (17-22 вересня) |                                         |                                                          |                                                                           |
| «Гремящий»                                               | Військово-морський флот СРСР            | Ескадрений міноносець типу 7                             | Північний флот ВМФ СРСР                                                   |
| «Куйбишев»                                               | Військово-морський флот СРСР            | Ескадрений міноносець типу «Новик»                       |                                                                           |
| «Сокрушительний»                                         | Військово-морський флот СРСР            | Ескадрений міноносець типу 7                             |                                                                           |
| «Урицький»                                               | Військово-морський флот СРСР            | Ескадрений міноносець типу «Орфей»                       |                                                                           |
| «Гальсіон»                                               | Військово-морські сили Великої Британії | Тральщик типу «Гальсіон»                                 |                                                                           |
| «Хазард»                                                 | Військово-морські сили Великої Британії | Тральщик типу «Гальсіон»                                 |                                                                           |
| «Саламандер»                                             | Військово-морські сили Великої Британії | Тральщик типу «Гальсіон»                                 |                                                                           |
| «Брітомарт»                                              | Військово-морські сили Великої Британії | Тральщик типу «Гальсіон»                                 |                                                                           |
| Крейсерська група конвою (14-22 вересня)                 |                                         |                                                          |                                                                           |
| «Норфолк»                                                | Військово-морські сили Великої Британії | Важкий крейсер типу «Каунті»                             | Флагманський корабель командира групи віцеадмірала Стюарта Бонема Картера |
| «Лондон»                                                 | Військово-морські сили Великої Британії | Важкий крейсер типу «Каунті»                             |                                                                           |
| «Саффолк»                                                | Військово-морські сили Великої Британії | Важкий крейсер типу «Каунті»                             |                                                                           |
| «Бульдог»                                                | Військово-морські сили Великої Британії | Ескадрений міноносець типу «B»                           |                                                                           |
| «Веномос»                                                | Військово-морські сили Великої Британії | Ескадрений міноносець «Модифікований Адміралті» типу «W» |                                                                           |
| Важка група прикриття конвою (11-14 вересня)             |                                         |                                                          |                                                                           |
| «Енсон»                                                  | Військово-морські сили Великої Британії | Лінійний корабель типу «Кінг Джордж V»                   | Флагманський корабель командира групи віцеадмірала Брюса Фрезера          |
| «Дюк оф Йорк»                                            | Військово-морські сили Великої Британії | Лінійний корабель типу «Кінг Джордж V»                   |                                                                           |
| «Джамайка»                                               | Військово-морські сили Великої Британії | Легкий крейсер типу «Коронна колонія»                    |                                                                           |
| «Кеппель»                                                | Військово-морські сили Великої Британії | Лідер ескадрених міноносців типу «Шекспір»               |                                                                           |
| «Маккей»                                                 | Військово-морські сили Великої Британії | Лідер есмінців типу «Адміралті»                          | Перейшов з ближнього ескорту                                              |
| «Монтроз»                                                | Військово-морські сили Великої Британії | Лідер есмінців типу «Адміралті»                          | Перейшов з ближнього ескорту                                              |
| «Кемпбелл»                                               | Військово-морські сили Великої Британії | Лідер есмінців типу «Адміралті»                          | Перейшов з ближнього ескорту                                              |
| «Бремгем»                                                | Військово-морські сили Великої Британії | Ескортний міноносець типу «Хант»                         |                                                                           |
| «Брук»                                                   | Військово-морські сили Великої Британії | Лідер есмінців типу «Торнікрофт»                         |                                                                           |

### Кораблі посилення та судна забезпечення
| Група дозаправлення (10 вересня) |                                         |                                                          |                                                  |
| «Блю Рейджер»                    | Королівський допоміжний флот            | танкер-заправник                                         |                                                  |
| «Олігарх»                        | Королівський допоміжний флот            | танкер-заправник                                         | Приєднався біля Шпіцбергена                      |
| «Оклі»                           | Військово-морські сили Великої Британії | Ескортний міноносець типу «Хант»                         |                                                  |
| «Кодроу»                         | Військово-морські сили Великої Британії | Ескортний міноносець типу «Хант»                         |                                                  |
| «Вустер»                         | Військово-морські сили Великої Британії | Ескадрений міноносець «Модифікований Адміралті» типу «W» |                                                  |
| «Віндзор»                        | Військово-морські сили Великої Британії | Ескадрений міноносець «Модифікований Адміралті» типу «W» |                                                  |
| Група посилення (14 вересня)     |                                         |                                                          |                                                  |
| «Камберленд»                     | Військово-морські сили Великої Британії | Важкий крейсер типу «Каунті»                             |                                                  |
| «Шеффілд»                        | Військово-морські сили Великої Британії | Легкий крейсер типу «Таун» (1936)                        |                                                  |
| «Екліпс»                         | Військово-морські сили Великої Британії | Ескадрений міноносець типу «E»                           |                                                  |
| Група ПЧ                         |                                         |                                                          |                                                  |
| «Шекспір»                        | Військово-морські сили Великої Британії | Підводний човен типу «S»                                 | 7-23 вересня                                     |
| «Анрівалд»                       | Військово-морські сили Великої Британії | Підводний човен типу «U»                                 | 7 вересня — 1 жовтня                             |
| «Юнік»                           | Військово-морські сили Великої Британії | Підводний човен типу «U»                                 | 7 вересня — 1 жовтня                             |
| «Тріб'юн»                        | Військово-морські сили Великої Британії | Підводний човен типу «T»                                 | 2 вересня — 1 жовтня                             |
| «Тайгріс»                        | Військово-морські сили Великої Британії | Підводний човен типу «T»                                 | 2 вересня — 1 жовтня                             |
| «Старжен»                        | Військово-морські сили Великої Британії | Підводний човен типу «S»                                 | 2-6 вересня (повернувся через технічні проблеми) |
| «Аншейкен»                       | Військово-морські сили Великої Британії | Підводний човен типу «U»                                 | 2 вересня — 1 жовтня                             |
| «Уредд»                          | Військово-морські сили Норвегії         | Підводний човен типу «U»                                 | 2 вересня — 1 жовтня                             |
| «Рубі»                           | ВМС Вільної Франції                     | Підводний човен типу «Сафір»                             |                                                  |

## Кораблі Крігсмаріне

### Підводні човни, що брали участь в атаці на конвой
Позначення
| Назва | Тип  | Командир                              | Результати атаки                                       | Прим.                                                                                      |
| ----- | ---- | ------------------------------------- | ------------------------------------------------------ | ------------------------------------------------------------------------------------------ |
| U-88  | VIIC | капітан-лейтенант Гайно Боманн        |                                                        | потоплений есмінцем «Фокнор»                                                               |
| U-255 | VIIC | капітан-лейтенант Райнгарт Рехе       |                                                        |                                                                                            |
| U-377 | VIIC | капітан-лейтенант Отто Келер          |                                                        |                                                                                            |
| U-378 | VIIC | капітан-лейтенант Альфред Гошатт      |                                                        |                                                                                            |
| U-403 | VIIC | капітан-лейтенант Гайнц-Елерт Клаузен |                                                        |                                                                                            |
| U-405 | VIIC | корветтен-капітан Рольф-Генріх Гопман |                                                        |                                                                                            |
| U-408 | VIIC | корветтен-капітан Райнгард фон Гіммен | потопив «Сталінград», Oliver Ellsworth та Atheltemplar |                                                                                            |
| U-435 | VIIC | корветтен-капітан Зігфрід Штрелов     |                                                        |                                                                                            |
| U-457 | VIIC | корветтен-капітан Карл Бранденбург    | пошкодив Atheltemplar                                  | потоплений есмінцем «Імпалсів»                                                             |
| U-589 | VIIC | капітан-лейтенант Ганс-Йоахім Горрер  |                                                        | потоплений есмінцем «Онслоу» та торпедоносцем «Свордфіш» з ескортного авіаносця «Евенджер» |
| U-592 | VIIC | капітан-лейтенант Карл Борм           |                                                        |                                                                                            |
| U-703 | VIIC | капітан-лейтенант Гайнц Більфельд     |                                                        |                                                                                            |

### Надводні кораблі
| Назва              | Тип                                  | Дії                                      | Прим.                                              |
| ------------------ | ------------------------------------ | ---------------------------------------- | -------------------------------------------------- |
| «Адмірал Шеєр»     | Важкий крейсер типу «Дойчланд»       | 9 вересня вийшли у море; місія скасована | флагманський корабель віцеадмірала Оскара Кумметца |
| «Адмірал Гіппер»   | Важкий крейсер типу «Адмірал Гіппер» | 9 вересня вийшли у море; місія скасована |                                                    |
| «Кельн»            | Легкий крейсер типу «К»              | 9 вересня вийшли у море; місія скасована |                                                    |
| Z4 «Ріхард Бітцен» | Ескадрений міноносець типу 1934      | 9 вересня вийшли у море; місія скасована |                                                    |
| Z23                | Ескадрений міноносець типу 1936A     | 9 вересня вийшли у море; місія скасована |                                                    |
| Z27                | Ескадрений міноносець типу 1936A     | 9 вересня вийшли у море; місія скасована |                                                    |
| Z29                | Ескадрений міноносець типу 1936A     | 9 вересня вийшли у море; місія скасована |                                                    |
| Z30                | Ескадрений міноносець типу 1936A     | 9 вересня вийшли у море; місія скасована |                                                    |